# Octavien de Saint-Gelais
Octavien de Saint-Gelais, francoski rimskokatoliški duhovnik, teolog, pesnik in prevajalec, * 1468, Cognac, † 1502.
1. 1 2  data.bnf.fr: platforma za odprte podatke — 2011.
2. ↑  Swartz A. Open Library — 2007.
3. ↑  Record #118829254 // Gemeinsame Normdatei — 2012—2016.